# Jozef van Reeth

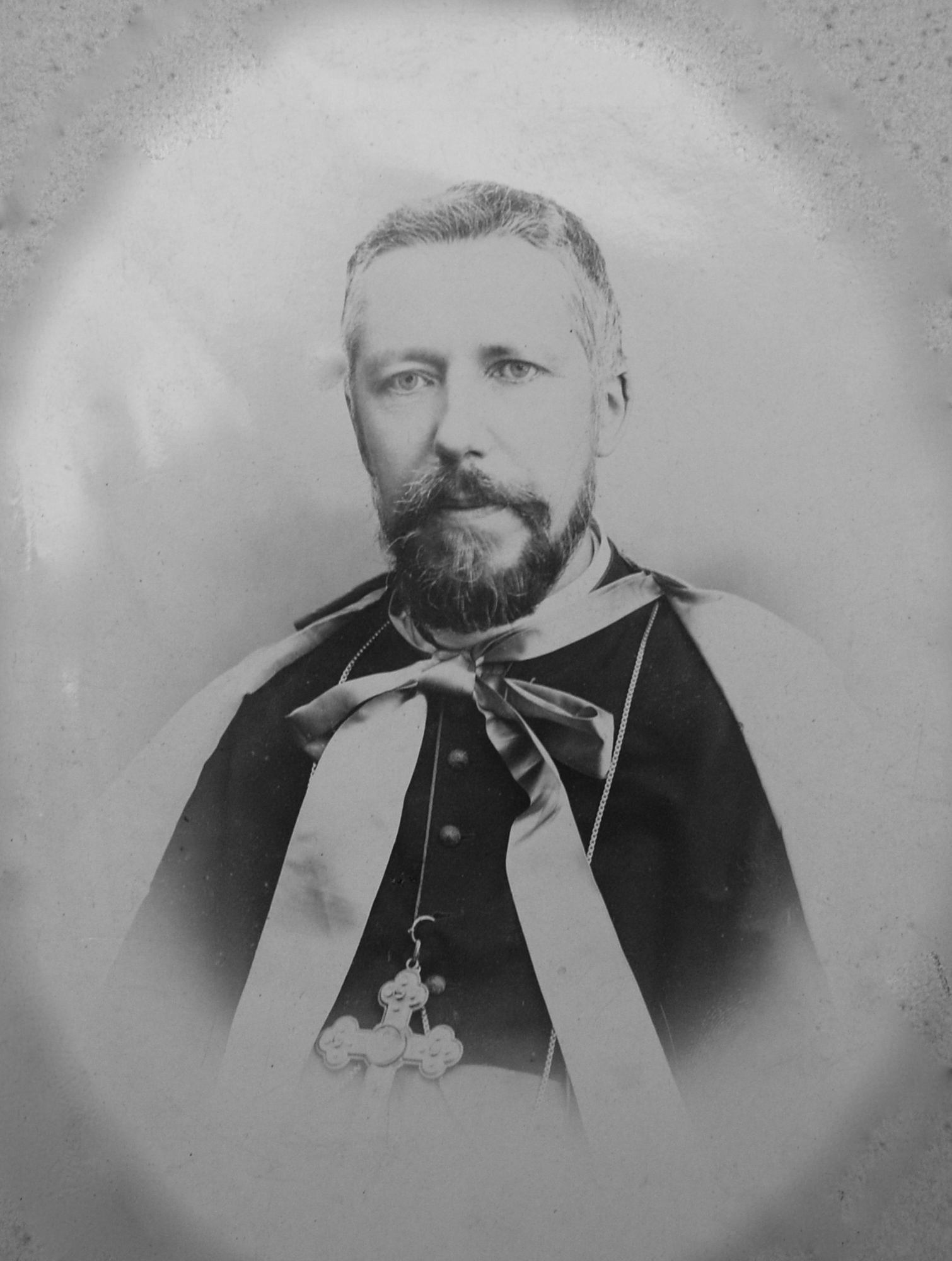
Joseph van Reeth als Bischof von Galle (1896)

Jozef van Reeth (in französischer Schreibweise: Joseph van Reeth; * 6. August 1843 in Antwerpen; † 11. September 1923 in Galle) war ein belgischer Jesuit, Missionar und erster Bischof von Galle.

## Leben
Jozef van Reeth war der Sohn von Petrus van Reeth und seiner Frau Maria, geb. Ceulemans. Er besuchte das von Jesuiten geleitete Onze Lieve Vrouw College seiner Heimatstadt und schloss sich 1860, am Ende der Schulzeit, der Gesellschaft Jesu an. Er absolvierte das Noviziat (1860–1862) und das Juniorat (1862–1863) in Drongen, studierte Philosophie in Tournai (1863–1864) und in Namur (1864–1866), unterrichtete Alte Sprachen, Englisch und Musik in Drongen (1866–1870) und am Collège Saint-Stanislas in Mons (1870–1872) und studierte Theologie an der Katholischen Universität Löwen (1872–1876). Am 8. September 1875 empfing er die Priesterweihe. 1876/1877 folgte das Tertiat, 1877 legte er die letzten Gelübde ab. Noch im selben Jahr wurde er Vize-Provinzial der belgischen Jesuitenprovinz; 1882 wurde er für die übliche sechsjährige Amtszeit zum Provinzial ernannt (bis 1888). Anschließend war er Rektor des Novitiates in Drongen.
Am 11. Januar 1895 ernannte ihn Papst Leo XIII. zum Gründungsbischof des 1893 zum Bistum erhobenen Missionsbezirkes Missio Gallensis im damals britischen Ceylon. Die Bischofsweihe spendete ihm am 19. März 1895 in seiner Heimatstadt Antwerpen der Erzbischof von Mechelen, Pierre-Lambert Kardinal Goossens; Mitkonsekratoren waren der Bischof von Gent, Antoine Stillemans, und Joseph van der Stappen, Weihbischof in Mechelen. Mit vier Mitbrüdern, drei Priestern und einem Jesuitenbruder, reiste er nach Ceylon aus. Im November 1895 kamen sie in Galle an. Das Missionsjahrbuch der belgischen Jesuiten berichtete ausführlich über den „feierlichen Einzug“ des Bischofs in die Stadt.
Binnen kurzer Zeit gründete Bischof van Reeth zahlreiche Missionsstationen, ein Jahr nach seiner Ankunft gab es deren schon 20. Sein besonderes Augenmerk galt der Bildung. Er richtete Dutzende von Schulen ein, darunter das St. Aloysius’ College in Galle, das sich zu einer der renommiertesten Schulen des Landes entwickelte, und eine Berufsschule für Mädchen. Es gelang ihm, die flämische Kongregation der Barmherzigen Schwestern von Jesus und Maria zu überzeugen, zur Leitung der Mädchenschulen und der Waisenhäuser einige Schwestern nach Ceylon zu entsenden. 1903 gründete er eine einheimische Kongregation, die Sisters of the Holy Angels of Ceylon (heute: Sisters of the Holy Angels of Sri Lanka).
Jozef van Reeth starb in seiner Bischofsstadt am 11. September 1923. Er wurde in der dortigen Kathedrale beigesetzt.

## Ehrungen
- Anlässlich des 100. Jubiläums der Sisters of the Holy Angels of Sri Lanka im Jahre 2003 gab die Post von Sri Lanka eine Briefmarke heraus, die Bischof van Reeth, den Gründer, zeigt.